# Bocchigliero
Bocchigliero (Vucchiglìeri o Vuccuglìari in dialetto locale, pron. [vukkul'l'iari]) è un comune italiano di 1 027 abitanti della provincia di Cosenza in Calabria.

## Geografia fisica
Il paese si trova nella Sila Grande, su uno sperone elevato, nell'alto bacino del fiume Trionto. Il vasto territorio comunale è compreso tra 271 e 1 453 metri di altitudine. La piazza principale del centro urbano (piazza Arento) è posta a 862 metri s.l.m.
Le principali cime montuose sono il monte Basilicò, 1020 m s.l.m., e il monte Paladino, 995 m s.l.m.

## Storia
L'origine è antichissima; potrebbe essere la Bruzia Arento o Arintha (Άριθα in greco antico); poi i coloni romani, dedicandosi alla pastorizia, chiamarono il luogo Bocchilierus (ossia "paese abitato da pastori").
Alcuni manufatti risalenti al periodo romano, rinvenuti nel 1934 da Alberto Puglisi, e repertati al numero 1326/1b/34 dell'archivio storico di Cosenza, attestano il passaggio delle armate di Annibale. In base a questi documenti il professor Puglisi sostiene che il paese è stato fondato dal condottiero africano. Da qui il nome Vuccugliari, che deriva dall'arabo Muck Ali Hèri. Muck significa "pianoro", Ali significa "uomo", e Heri "riparo". Pertanto, secondo l'incerta etimologia riportata dal prof. Puglisi, e ribadita recentemente dalle ricerche del prof. Marco Filippelli, Bocchigliero significherebbe "pianoro del Califfo", "riparo dell'emiro".
Intorno al 1870 si formò un movimento religioso locale, inizialmente all'interno del cattolicesimo e poi decisamente eretico, denominato "Santi di Bocchigliero". Il movimento durò solo una decina d'anni e i suoi capi furono processati e condannati.
Tra la fine dell'Ottocento e gli inizi del Novecento fu interessato diffusamente dal fenomeno dell'emigrazione, soprattutto verso l'America (USA, Brasile e Argentina). Negli anni cinquanta e sessanta e fino ai primi anni settanta l'emigrazione prese invece forme quasi di tipo stagionale verso paesi come la Germania, la Francia o la Svizzera. Venne a costituirsi quindi una comunità fatta soprattutto di donne e bambini anche se ancora abbastanza popolosa.
L'abitato un tempo conservava portali in pietra locale e balconi in ferro battuto; tutto questo può trovarsi ancora in pochi edifici appartenuti alle più importanti famiglie del peese.

### Simboli
Lo stemma e il gonfalone sono stati concessi con decreto del presidente della Repubblica del 21 novembre 1996.
Il gonfalone è un drappo di verde.

## Monumenti e luoghi d'interesse

### Architetture religiose
- Nella piazza del Popolo sorge la chiesa madre costruita dopo il 1580 il cui campanile merlato è stato adattato da un'antica torre di guardia; è dedicata a Santa Maria dell'Assunta.
- La chiesa di San Francesco, recentemente restaurata, conserva un interessante altare barocco in legno. Anno 1600.
- La chiesa di San Leonardo del 1600.

Tra gli altri edifici religiosi vanno ricordati la Chiesa della Riforma (o Santuario della Madonna da Jesu), conosciuta come Madonna delle nevi del XIV secolo. Sita in posizione panoramica, a circa 1 000 metri di altitudine, e la chiesetta di Basilicò, in località Cozzo della Chiesa, oratorio medievale (probabilmente basiliano-normanno) di cui restano alcuni ruderi.

#### Chiesa di San Rocco
A 930 metri s.l.m., si trova il Santuario di San Rocco, dal quale si gode un vasto panorama.
Venne costruito dopo la peste del 1723 diffusasi in Calabria che giunse a colpire anche il paese. Nel 1836 il Comune ottenne dal Re di Napoli di poter solennizzare la festa con una fiera da svolgersi dal 13 al 16 agosto. Nel 1845 su richiesta del Decurionato la Fiera venne ritardata al 18/21 agosto, anche perché la festa Religiosa era stata trasferita al 21 agosto con delibera decurionante del 17 settembre 1837. Nell'agosto dello stesso anno dato che nel paese si era introdotto il contagioso morbo del colera, gli abitanti riposero speranza e fiducia nel glorioso San Rocco. A decorrere dal 21 agosto non si registrarono più decessi a causa del morbo del colera, e nel settembre dello stesso anno, riconoscenti verso il santo, i Bocchiglieresi ampliarono e decorarono la chiesa. Il soffitto fu dipinto con pseudo-lacunari con al centro una tela del Santo. Altri restauri furono eseguiti nel 1930, 1972 e 1990; questi ultimi hanno riguardato esclusivamente le decorazioni delle pareti e del soffitto per opera del pittore bocchiglierese Domenico Fontana. È una chiesa a sala, con abside rettangolare collegata per il tramite dell'arco trionfale. La facciata presenta un portale in pietra con piedritti su cui si imposta l'arco a tutto sesto, il tutto incorniciato in un rettangolo di pietra. Il pavimento, recentemente rifatto, è sopraelevato dal suolo di circa un metro, per cui sono stati necessari cinque gradini. Ogni anno, tradizionalmente, i bocchiglieresi dedicano al Santo straordinari festeggiamenti (nei giorni 19-20-21 agosto) che richiamano in paese migliaia di pellegrini provenienti da ogni parte, per partecipare alla imponente "processione" e alla suggestiva "fiaccolata".

### Aree archeologiche e naturali
- Resti di necropoli bruzia e grotte neolitiche.
- Riserva naturale Giumenta-San Salvatore, una riserva naturale biogenetica con flora e fauna tipici del luogo.
- Vallone Santa Croce e grotta delle farfalle[7]

## Società

### Evoluzione demografica
Abitanti censiti

## Geografia antropica
Bocchigliero è diviso in cinque rioni: La Destra, L'Umbro, La Riforma, I Russi e San Rocco.

## Sport

### Calcio
La principale squadra di calcio è il Gruppo Sportivo Bocchigliero Calcio che milita nel girone A rossanese di Terza Categoria.